# Atto d'indipendenza della Lituania

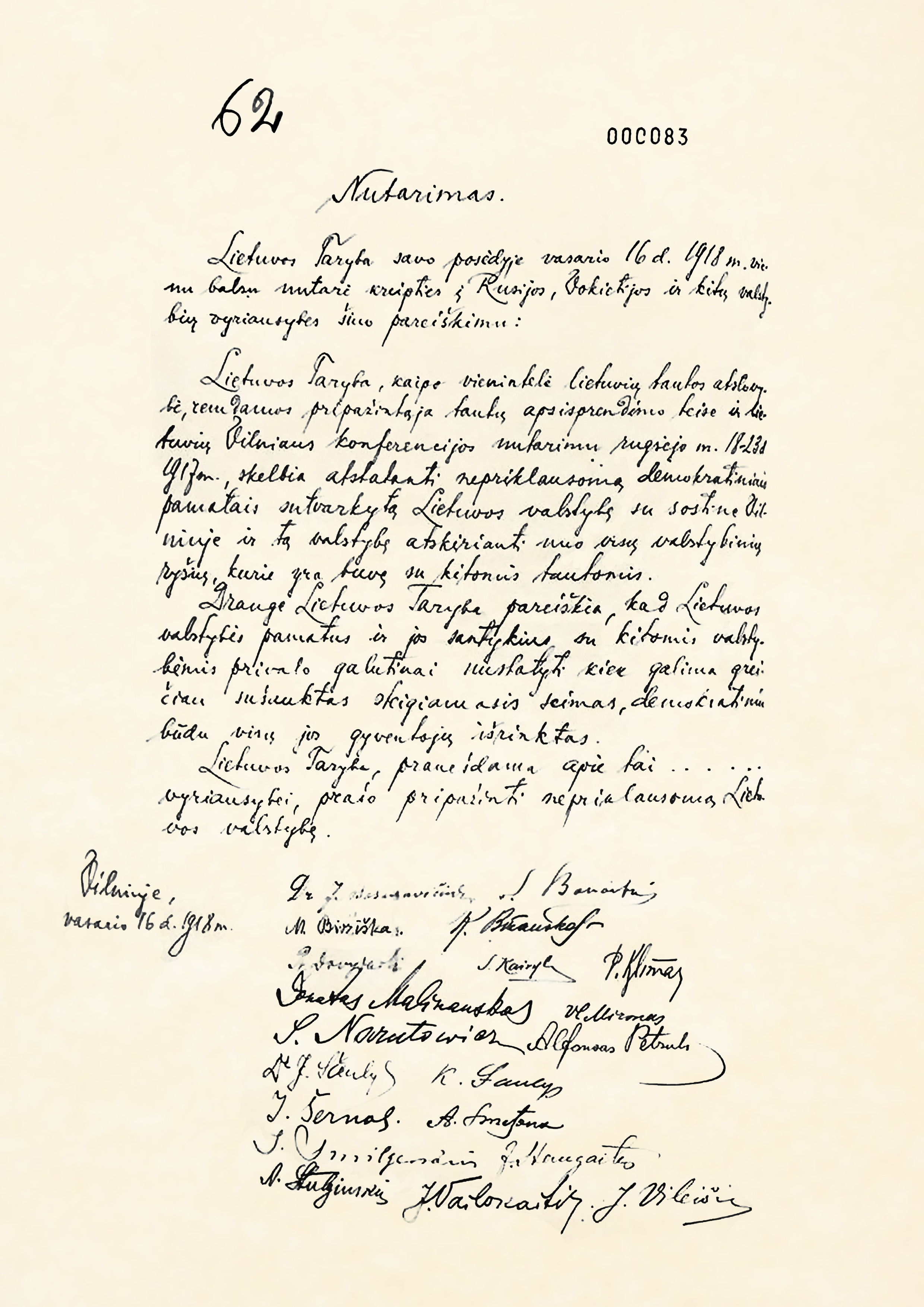
La versione dell'atto originale

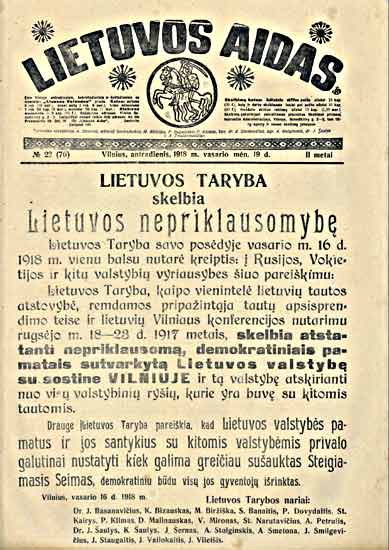
Copertina del quotidiano Lietuvos Aidas la quale annuncia che il «Consiglio della Lituania» dichiara la Lituania come uno stato indipendente.

L'Atto d'indipendenza della Lituania (in lituano Lietuvos Nepriklausomybės Aktas), o Atto del 16 febbraio, è stato firmato dal Consiglio della Lituania il 16 febbraio 1918. L'atto afferma l'indipendenza della Lituania, governata dai principi democratici, designando Vilnius come capitale.
L'atto fu firmato dai venti rappresentanti del Consiglio, presiieduti da Jonas Basanavičius, esponente di primo piano del Risveglio nazionale lituano.
Il percorso della dichiarazione fu lungo e complesso poiché la presenza dell'Impero tedesco aveva aumentato la pressione sul Consiglio, che dovette operare considerando sia i tedeschi, le cui truppe erano presenti in Lituania, che le richieste del popolo.
La dichiarazione non ebbe effetto immediato, dato che i tedeschi avevano vietato la diffusione dell'atto (che tuttavia avvenne illegalmente): solo dopo la cessazione delle influenze teutoniche (basti pensare al Regno di Lituania) e alla sconfitta dell'Impero tedesco nella prima guerra mondiale, poté essere avviato un primo governo lituano. Dopo aver ottenuto una parziale indipendenza, l'esercito lituano, affiancato dalla neonata Repubblica di Weimar, combatté dal 1918 al 1920 contro la Russia e la Polonia, per difendere la propria indipendenza.
I contenuti dell'atto gettarono le basi legali per l'esistenza della Lituania moderna, sia durante il periodo interbellico che dopo il 1990. L'atto ha dettato anche i principi di tutte le carte costituzionali lituane successive, tra cui rientra sicuramente anche l'Atto di Restaurazione dello Stato di Lituania del 1990. La Lituania infatti, nel processo di distaccamento dall'URSS, affermò che il documento di restaurazione dello Stato indipendente, pur se operativo solo nei venti anni di periodo interbellico, conservasse ancora il proprio valore legale.
Oggi, il 16 febbraio rappresenta una festività nazionale in Lituania (Lietuvos valstybės atkūrimo diena, ossia Giorno della Restaurazione dello Stato Lituano).
Il 29 marzo 2017, è stato ritrovato il documento originale presso l'archivio diplomatico di Berlino, in Germania.

## Contesto storico e Consiglio della Lituania
La Lituania ha avuto una propria sovranità nel corso della sua storia diverse volte sin dall'incoronazione di Mindaugas come re.

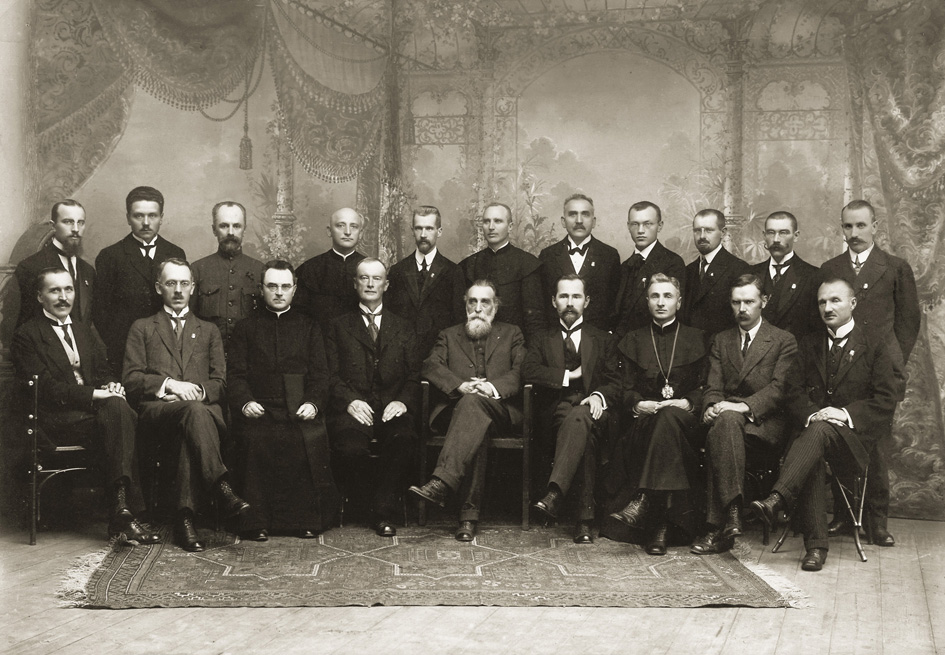
I 20 membri del Consiglio della Lituania, primi a partecipare a questo organo, dopo aver firmato l'Atto il 16 febbraio 1918

Dopo l'ultima ripartizione della Confederazione polacco-lituana nel 1795, la Lituania fu annessa all'Impero russo. Durante il XIX secolo, sia i lituani che i polacchi tentarono di restaurare l'indipendenza. Le rivolte più importanti avvennero nella rivolta di Novembre e nella rivolta di Gennaio (1863), ma le prime vere possibilità di ottenere un'autonomia governativa si ebbero quando la Russia e la Germania furono impegnate nella Grande Guerra.
Nel 1915, i tedeschi occuparono le aree orientali dell'Impero russo. A seguito della Rivoluzione d'ottobre (1917), la Germania confluì gli sforzi militari nella creazione della Mitteleuropa a guida teutonica: il piano comprendeva una serie di Stati fantoccio che avrebbero dovuto servire come cuscinetto: questo spiega perché fu favorevole alla Conferenza di Vilnius. Si sperava infatti che la proclamazione dello Stato lituano avrebbe reso più freddi i rapporti del Paese baltico nei confronti della Russia, creando maggiori connessioni politiche con la Germania. Ad ogni modo, questa strategia fallì; la conferenza, tenutasi dal 18 al 22 settembre 1917, propendette per la restaurazione della Lituania come Stato sovrano: si sottolineò solo come una qualche connessione maggiore si potesse costituire se i tedeschi avessero formalmente riconosciuto l'esistenza della Lituania come nazione. Il 21 settembre, i 214 partecipanti della conferenza elessero i venti membri del Consiglio della Lituania per mettere nero su bianco quanto si intendesse compiere. Le autorità tedesche non permisero di rendere pubblici gli atti, ma consentirono al Consiglio di procedere e andare avanti. La conferenza di Vilnius decretò anche che in futuro dovesse essere creata un'Assemblea costituente "in conformità con i princìpi democratici riconosciuti da tutti i cittadini della Lituania".

## Iter formativo dell'atto finale

### Atto dell'11 dicembre
L'Atto dell'11 dicembre fu il secondo passo che i lituani percorsero per redigere il documento finale. La prima bozza, chiesta dal cancelliere Georg von Hertling, fu preparata dal Ministero tedesco per gli Affari Esteri il primo dicembre. Ulteriori modifiche furono apportate, preparandole insieme il cancelliere tedesco e una delegazione del Consiglio della Lituania. I membri della delegazione erano Antanas Smetona, Steponas Kairys, Vladas Mironas, Jurgis Šaulys, Petras Klimas e Aleksandras Stulginskis. Dopo la discussione tra le parti, fu raggiunto un compromesso sul testo del documento. Il rappresentante tedesco Kurt von Lersner insistette sul fatto che nessuna parola avrebbe dovuto essere modificata e che tutto il Consiglio avrebbe dovuto firmare il testo così come preparato.
Dopo che la delegazione tornò a Vilnius, il Consiglio si riunì l'11 dicembre per discutere dell'Atto. Fu adottato senza che fossero adoperati cambiamenti. 15 persone votarono in favore dell'atto, tre furono i contrari, un astenuto e un assente. Non è del tutto pacifico se ogni membro del Consiglio sottoscrisse il documento. L'Atto fu scritto in lingua tedesca, e, stando a quanto emerge da analisi storiche, non fu preparata nessuna traduzione ufficiale in lituano. Per questo motivo, fonti diverse riportano traduzioni leggermente diverse. L'Atto dell'11 dicembre sanciva l'indipendenza della Lituania, ma chiedeva anche la protezione del governo tedesco (clausola 2) e una "alleanza certa e permanente" con la Germania. Poiché l'atto prevedeva convenzioni che concernevano affari militari, trasporti, confini doganali e valuta da adottare, molti lituani sostennero che il Consiglio fosse imputabile per eccesso di potere: le conclusioni raggiunte in seno alla Conferenza di Vilnius a settembre sancivano infatti che queste decisioni spettavano all'assemblea costituente.

### Atto dell'8 gennaio

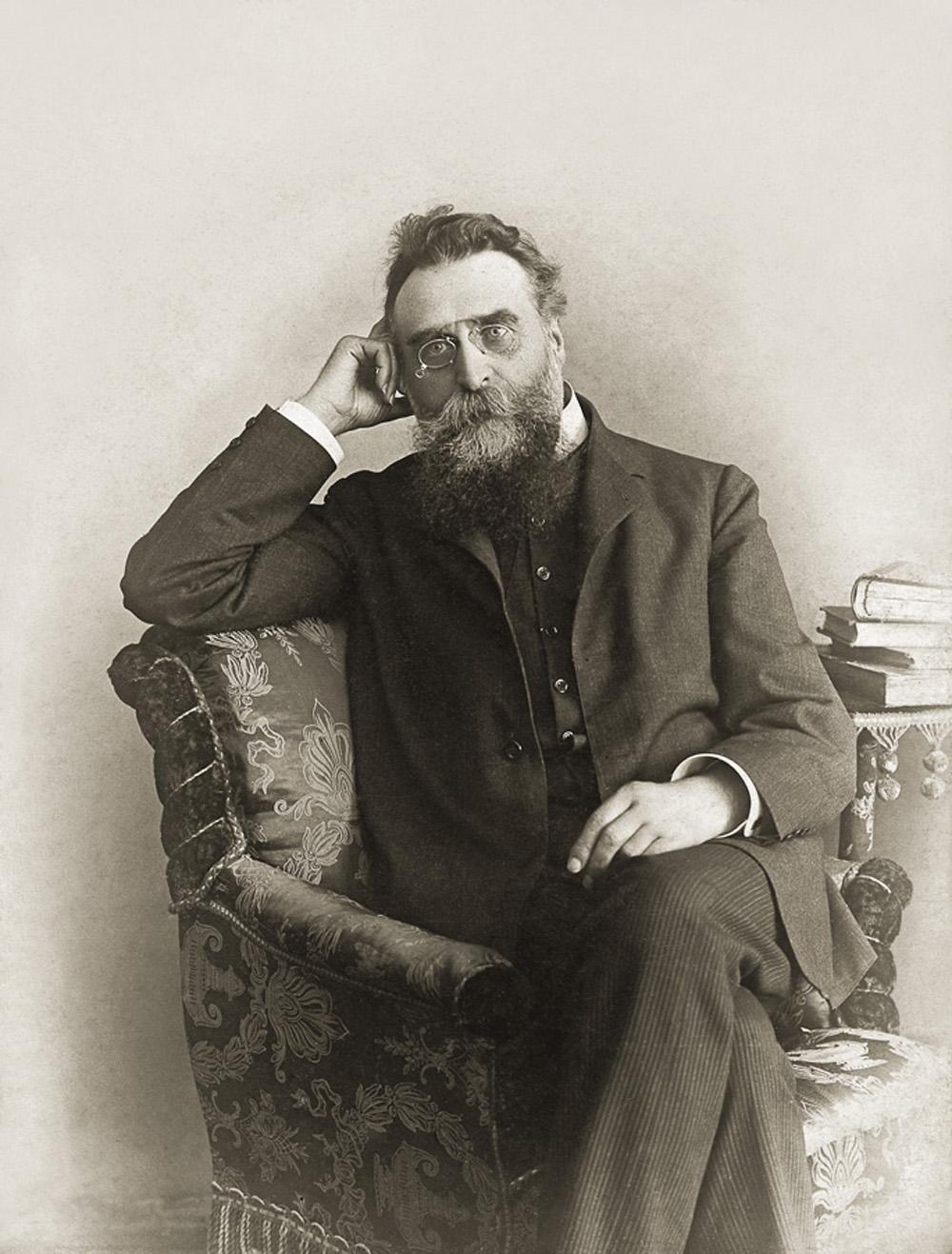
Jonas Basanavičius, presidente del Consiglio quando l'Atto del 16 febbraio fu sottoscritto

Quando iniziarono i negoziati di pace tra russi e tedeschi all'inizio del 1918, la Germania chiese ai rappresentanti lituani di preparare due notifiche dell'indipendenza: una ai sovietici, in cui si affermava che i legami con questi venivano rotti e non si faceva riferimento all'alleanza che si sarebbe dovuta costituire con i tedeschi; l'altra all'Impero tedesco, la quale sostanzialmente riportava i contenuti delineati l'11 dicembre. Il Consiglio decise di emendare già la prima parte dell'Atto l'11 dicembre. Petras Klimas incluse una frase che richiamava la formazione in seguito di un'assemblea costituente. Un altro importante sviluppo riguardò la statuizione dei principi democratici come fondamenta del nuovo Stato, come già deciso nella Conferenza di Vilnius, ma omesso nella bozza dell'11 dicembre. La seconda parte, riferita alla "alleanza certa e permanente con la Germania", fu totalmente ignorata. La versione finale fu approvata l'8 gennaio 1918, giorno in cui il Presidente degli Stati Uniti Woodrow Wilson annunciava i quattordici punti. Nella sostanza, l'atto dell'8 gennaio non differirà molto da quello del 16 febbraio.
Nonostante questo, l'Ober Ost, amministrazione militare tedesca, rifiutò i cambiamenti. Il 26 gennaio, soddisfacendo a quella che era la richiesta precedentemente fatta, furono approvate le due versioni da notificare ai tedeschi e ai russi, ma non inclusero i cambiamenti apportati l'8 gennaio. I testi furono preparati sulla base dell'Atto dell'11 dicembre. Queste concessioni ai tedeschi crearono tensioni in seno al Consiglio. Quattro membri (rispettivamente Mykolas Biržiška, Steponas Kairys, Stanisław Narutowicz e Jonas Vileišis) rassegnarono le dimissioni in segno di protesta. A tale decisione si affiancò pure il presidente Antanas Smetona, sia pur per ragioni diverse perché sostenitore dell'Atto dell'11 dicembre. Jonas Basanavičius, più tardi considerato padre dell'indipendenza, fu eletto presidente.

### Atto del 16 febbraio
La Germania non riconobbe la Lituania come Stato indipendente: non fu invitata nessuna delegazione lituana a partecipare alle negoziazioni del trattato di Brest-Litovsk iniziate il 22 dicembre 1917, tra gli Imperi centrali e la Russia e relative all'uscita dalla guerra da parte dei secondi. Durante la prima e ultima riunione congiunta tra Consiglio e autorità tedesche, risultò chiaro come i teutonici volessero che il Consiglio divenisse un organo consultivo. Questa situazione dette ulteriore credito a quella parte del Consiglio che non voleva un'"indipendenza fittizia". La preoccupazione principale a questo punto divenne il rinvitare i membri che avevano lasciato l'organo lituano. A seguito di discussioni, si provvide a revisionare nuovamente le prime versioni dell'Atto, quelle non edulcorate dall'influenza tedesca.
I quattro membri usciti furono riammessi e chiesero di basarsi sulla versione adottata l'8 gennaio, in cui non si faceva alcun riferimento ad un'alleanza con i tedeschi. Dopo accessi dibattiti durati settimane, alle 10 del mattino del 15 febbraio, era pronta la nuova versione dell'Atto. Includeva, oltre a qualche termine lessicale differente, la formulazione già preimpostata l'8 gennaio, oltre alle modalità di promulgazione e pubblicazione, redatte il primo febbraio. Una mancata promulgazione o pubblicazione dell'Atto non lo avrebbero però reso recettizio. Il Concilio, assieme ai membri che ne rientrarono a far parte, decise di riunirsi il giorno successivo per ultimare l'opera. In data 16 febbraio 1918, ore 12:30, tutti i 20 membri del Consiglio si riunirono nella sala del Comitato Lituano per il Sostegno dei Caduti di Guerra, presso via Pilies al numero civico 26 a Vilnius. Il palazzo è da allora noto come Casa dei Firmatari (in lituano signatarų namai) e ospita abitazioni e un museo. Il Consiglio approvò dapprima la parte iniziale, i primi due paragrafi fino alla parola drauge all'unanimità. La seconda parte, invece, fu dibattuta perché i quattro membri riammessi non erano soddisfatti dell'utilizzo delle parole "in ultimo" nella descrizione dei poteri dell'Assemblea Costituente: (il passaggio era il seguente: "... la fondazione dello Stato lituano e le sue relazioni con gli altri paesi saranno determinate in ultimo dall'Assemblea Costituente..."). Essi temevano che quell'espressione avrebbe potuto creare un pretesto da parte del Consiglio per usurpare i poteri dell'Assemblea Costituente: la maggioranza sosteneva invece che con quella dicitura esprimesse semplicemente la natura non negoziabile e non appellabile delle future decisioni dell'Assemblea. Fu per questi motivi che, sebbene l'Atto fosse stato unanimemente approvato da tutti e 20 i membri del Consiglio, non pose fine ai timori nella testa dei quattro dubbiosi.

## Testo finale dell'atto
| Rigo | Testo originale                                                           | Testo originale                                                           | Traduzione italiana                                                                          | Traduzione italiana                                                                          |
| ---- | ------------------------------------------------------------------------- | ------------------------------------------------------------------------- | -------------------------------------------------------------------------------------------- | -------------------------------------------------------------------------------------------- |
| 1    | NUTARIMAS                                                                 | NUTARIMAS                                                                 | RISOLUZIONE                                                                                  | RISOLUZIONE                                                                                  |
| 2    | Lietuvos Taryba savo posėdyje vasario 16 d. 1918 m. vienu balsu nu-       | Lietuvos Taryba savo posėdyje vasario 16 d. 1918 m. vienu balsu nu-       | Il Consiglio di Lituania nella sua riunione in data 16 febbraio 1918, ha deciso unanimemente | Il Consiglio di Lituania nella sua riunione in data 16 febbraio 1918, ha deciso unanimemente |
| 3    | tarė kreiptis: į Rusijos, Vokietijos ir kitų valstybių vyriausybės šiuo   | tarė kreiptis: į Rusijos, Vokietijos ir kitų valstybių vyriausybės šiuo   | di indirizzare ai governi di Russia, Germania, e agli altri stati la seguente                | di indirizzare ai governi di Russia, Germania, e agli altri stati la seguente                |
| 4    | pareiškimu:                                                               | pareiškimu:                                                               | dichiarazione:                                                                               | dichiarazione:                                                                               |
| 5    | Lietuvos Taryba, kaipo vienintelė lietuvių tautos atstovybė, remdamos     | Lietuvos Taryba, kaipo vienintelė lietuvių tautos atstovybė, remdamos     | Il Consiglio di Lituania, in quanto rappresentante unico della nazione lituana, sulla base   | Il Consiglio di Lituania, in quanto rappresentante unico della nazione lituana, sulla base   |
| 6    | pripažintaja tautų apsisprendimo teise ir lietuvių Vilniaus konferencijos | pripažintaja tautų apsisprendimo teise ir lietuvių Vilniaus konferencijos | del riconosciuto diritto all'autodeterminazione nazionale, e dalla di Conferenza di Vilnius  | del riconosciuto diritto all'autodeterminazione nazionale, e dalla di Conferenza di Vilnius  |
| 7    | nutarimu rugsėjo mėn. 18–23 d. 1917 metais, skelbia atstatanti nepriklau- | nutarimu rugsėjo mėn. 18–23 d. 1917 metais, skelbia atstatanti nepriklau- | risoluzione del 18–23 settembre 1917, proclama la restaurazione dell'indipendente            | risoluzione del 18–23 settembre 1917, proclama la restaurazione dell'indipendente            |
| 8    | somą demokratiniais pamatais sutvarkytą Lietuvos valstybę su sostine      | somą demokratiniais pamatais sutvarkytą Lietuvos valstybę su sostine      | stato di Lituania, fondato su principi democratici, con Vilnius come capitale,               | stato di Lituania, fondato su principi democratici, con Vilnius come capitale,               |
| 9    | Vilniuje ir tą valstybę atskirianti nuo visų valstybinių ryšių, kurie     | Vilniuje ir tą valstybę atskirianti nuo visų valstybinių ryšių, kurie     | e dichiara la cessazione di tutti i legami statali che in passato                            | e dichiara la cessazione di tutti i legami statali che in passato                            |
| 10   | yra buvę su kitomis tautomis.                                             | yra buvę su kitomis tautomis.                                             | legavano questo Stato ad altre nazioni.                                                      | legavano questo Stato ad altre nazioni.                                                      |
| 11   | Drauge Lietuvos Taryba pareiškia, kad Lietuvos valstybės pama-            | Drauge Lietuvos Taryba pareiškia, kad Lietuvos valstybės pama-            | Il Consiglio di Lituania dichiara altresì che la fondazione dello Stato lituano e            | Il Consiglio di Lituania dichiara altresì che la fondazione dello Stato lituano e            |
| 12   | tus ir jos santykius su kitomis valstybėmis privalo galutinai nustatyti   | tus ir jos santykius su kitomis valstybėmis privalo galutinai nustatyti   | le sue relazioni con gli altri paesi saranno determinate in ultimo dall'                     | le sue relazioni con gli altri paesi saranno determinate in ultimo dall'                     |
| 13   | kiek galima graičiau sušauktas steigiamasis seimas, demokratiniu budu     | kiek galima graičiau sušauktas steigiamasis seimas, demokratiniu budu     | Assemblea Costituente, da convocarsi quanto prima possibile, democraticamente eletta         | Assemblea Costituente, da convocarsi quanto prima possibile, democraticamente eletta         |
| 14   | visų jos gyventojų išrinktas.                                             | visų jos gyventojų išrinktas.                                             | da tutti i suoi cittadini.                                                                   | da tutti i suoi cittadini.                                                                   |
| 15   | Lietuvos Taryba pranešdama apie tai.....................                  | Lietuvos Taryba pranešdama apie tai.....................                  | Il Consiglio della Lituania avendo informato il Governo di..................... a tale scopo | Il Consiglio della Lituania avendo informato il Governo di..................... a tale scopo |
| 16   | vyriausybei, prašo pripažinti nepriklausomą Lietuvos valstybę.            | vyriausybei, prašo pripažinti nepriklausomą Lietuvos valstybę.            | richiede il riconoscimento dello Stato Indipendente di Lituania.                             | richiede il riconoscimento dello Stato Indipendente di Lituania.                             |
|      |                                                                           |                                                                           |                                                                                              |                                                                                              |
| 17   |                                                                           | Dr. Jonas Basanavičius                                                    |                                                                                              | Dr. Jonas Basanavičius                                                                       |
| 18   |                                                                           | Saliamonas Banaitis                                                       |                                                                                              | Saliamonas Banaitis                                                                          |
| 19   |                                                                           | Mykolas Biržiška                                                          |                                                                                              | Mykolas Biržiška                                                                             |
| 20   | Vilniuje, vasario 16 d. 1918 m.                                           | Kazys Bizauskas                                                           | Vilnius, 16 febbraio 1918                                                                    | Kazys Bizauskas                                                                              |
| 21   |                                                                           | Pranas Dovydaitis                                                         |                                                                                              | Pranas Dovydaitis                                                                            |
| 22   | Jurgis Šaulys                                                             | Steponas Kairys                                                           | Jurgis Šaulys                                                                                | Steponas Kairys                                                                              |
| 23   | Jokūbas Šernas                                                            | Petras Klimas                                                             | Jokūbas Šernas                                                                               | Petras Klimas                                                                                |
| 24   | Antanas Smetona                                                           | Donatas Malinauskas                                                       | Antanas Smetona                                                                              | Donatas Malinauskas                                                                          |
| 25   | Jonas Smilgevičius                                                        | Vladas Mironas                                                            | Jonas Smilgevičius                                                                           | Vladas Mironas                                                                               |
| 26   | Justinas Staugaitis                                                       | Stanisław Narutowicz                                                      | Justinas Staugaitis                                                                          | Stanisław Narutowicz                                                                         |
| 27   | Aleksandras Stulginskis                                                   | Alfonsas Petrulis                                                         | Aleksandras Stulginskis                                                                      | Alfonsas Petrulis                                                                            |
| 28   | Jonas Vailokaitis                                                         | Kazimieras Steponas Šaulys                                                | Jonas Vailokaitis                                                                            | Kazimieras Steponas Šaulys                                                                   |
| 29   | Jonas Vileišis                                                            |                                                                           | Jonas Vileišis                                                                               |                                                                                              |

## Conseguenze

### In Lituania

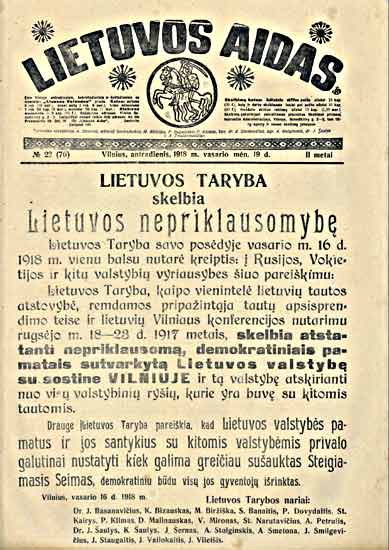
Prima pagina del Lietuvos aidas con il testo dell'Atto. La maggior parte del testo fu sequestrata dalle autorità tedesche

Subito dopo la firma, l'Atto fu portata in Germania e consegnato ai partiti del Reichstag. Il 18 febbraio, il testo fu ristampato sui giornali tedeschi: giusto per citare alcune testate, si pensi al Das Neue Litauen, al Vossische Zeitung, al Taegliche Rundschau e al Kreuzzeitung. In Lituania, fu preparato un proclama da stampare sui giornali, soprattutto per il Lietuvos aidas, giornale creato dal membro del Consiglio Antanas Smetona: le autorità tedesche ne impedirono la pubblicazione. Nonostante gran parte delle copie fu confiscata, l'editore del giornale Petras Klimas riuscì a nasconderne una sessantina.
Il 3 marzo 1918, la Germania e la nuova Russia bolscevica siglarono il trattato di Brest-Litovsk. In esso si dichiarava che la Russia rinunciava a qualsiasi interesse geopolitico sui Paesi baltici a favore dei tedeschi. Il 23 marzo, la Germania riconobbe l'indipendenza della Lituania sulla base della dichiarazione dell'11 dicembre. Nella sostanza, non operò nessun cambiamento in merito ai poteri del Consiglio: qualsiasi tentativo di porre in essere una pubblica amministrazione fu stroncato. Questa situazione cambiò con la Rivoluzione di novembre iniziata in Germania dopo la sconfitta riportata al termine del 1918: era evidente come la Germania non fosse più nella posizione di dettare condizioni, risultato evidenziato anche dalla fallita instaurazione di un Regno filo-tedesco. Il Consiglio di Lituania adottò la prima costituzione provvisoria il 2 novembre. Le funzioni governative furono temporaneamente ricoperte da tre membri, con il successivo invito ad Augustinas Voldemaras a formare il primo gabinetto di Ministri. Il riconoscimento giuridico dello Stato avvenne nel corso dei mesi e anni immediatamente successivi: gli Stati Uniti, ad esempio riconobbero la sovranità il 22 luglio 1922.

### L'Atto
Furono firmate due copie dell'Atto: l'originale e una copia. Il primo fu lasciato in custodia a Jonas Basanavičius. Questo non fu mai pubblicato o adoperato in testi scritti; della sua esistenza si parla solo per la prima volta in un articolo del 1933. Il duplicato fu adoperato per quando fosse necessario e fu conservato nell’archivio presidenziale fino al 15 giugno 1940, giorno in cui la Lituania ricevette l’ultimatum da parte dell’Unione Sovietica e perse la sua indipendenza. Dopo questa data, non si hanno più notizie sul documento. Sia l’originale che il duplicato sono scomparsi per decenni; storici e avventurieri si misero alla ricerca del documento. Nel 2006, un gruppo di ingegneri perquisì le mura della casa natale di Petras Vileišis. Due facsimiles della copia sono stati stampati nel 1928 e nel 1933. Il primo è una riproduzione fedele dell’Atto originale. Contiene errori ortografici e la carta è visibilmente rovinata, mentre quello del 1933 fornisce una “visione” migliore dell’Atto.
Nel 2017, l’imprenditore Darius Mockus offrì un milione di euro di ricompensa a chiunque avesse trovato il documentato originale e l’avesse consegnato allo Stato lituano. L’offerta sarebbe stata valida fino al 16 febbraio 2018, data del centenario dalla dichiarazione d’indipendenza della Lituania. Il 29 marzo 2017, il professore Liudas Mažylis dell’Università Vitolo il Grande annunciò di aver trovato il documento originale nel Ministero degli affari esteri a Berlino, in Germania, scritto a mano in lingua lituana e firmato dai 20. Annunciò anche di aver trovato la versione in lingua tedesca risalente al 16 febbraio 1918 e l’Atto dell’11 dicembre 1917. Quest’ultimo mostra 19 firme (manca quella di Pranas Dovydaitis). La Germania confermò l’autenticità dei documenti il giorno seguente e questi furono mostrati pubblicamente dal politico tedesco Michael Roth e dall'ambasciatore lituano in Germania Deividas Matulionis. Il 5 ottobre 2017, il Ministro degli Affari Esteri lituano Linas Linkevičius e quello tedesco Sigmar Gabriel firmarono un accordo per cui l'Atto d'Indipendenza originale sarebbe stato mostrato per cinque anni nella Casa dei firmatari dove fu originariamente redatto, rendendolo l'attrazione principale durante le celebrazioni di Stato del centenario dall'indipendenza della Lituania. Il 22 dicembre 2017, esperti del Centro di Ricerca Forense della Polizia Lituana, dopo una travagliata operazione di analisi, annunciò che l'atto fosse stato scritto dalla mano da uno dei firmatari.
Il 22 dicembre 2017, fu trovata anche un'altra versione dell'Atto d'indipendenza dallo storico Darius Antanavičius negli Archivi Segreti Vaticani: tale ricerca fu incarica direttamente dalla Santa Sede. Questa versione fu stampata in tedesco e firmata da Antanas Smetona, Jonas Vileišis, Jurgis Šaulys e Justinas Staugaitis.

### I firmatari
Molti dei firmatari dell'Atto continuò ad essere sotto i riflettori nello scenario politico e culturale della Lituania indipendente. Jonas Vileišis divenne membro del Seimas e sindaco di Kaunas, capitale temporanea della Lituania; Saliamonas Banaitis si interessò alla finanza, aprendo diversi istituti bancari. Tra i firmatari rientrano due futuri Capi di Stato, Antanas Smetona e Aleksandras Stulginskis. Jonas Basanavičius, presidente del Consiglio di Lituania, tornò alla sua carriera accademica, proseguendo le sue ricerche sulla cultura e le tradizioni nazionali. Cinque firmatari morirono poco prima dell'inizio della seconda guerra mondiale; tre persero la vita durante l'occupazione tedesca. Coloro che non emigrarono nell'Europa occidentale o in America, divennero prigionieri politici dopo che il Paese baltico fu occupato dall'URSS.
Aleksandras Stulginskis e Petras Klimas furono inviati in prigione in Siberia dalle autorità russe, ma sopravvissero e fecero ritorno in patria; Pranas Dovydaitis e Vladas Mironas, inviati anch'essi in Siberia, morirono lì. Kazys Bizauskas scomparve durante l’estate del 1941, mentre veniva trasportato in una prigione sovietica a Minsk; si presume che fosse stato ferito in seguito ad una sparatoria assieme ad altri prigionieri. Donatas Malinauskas fu deportato in Russia nel 14 giugno 1941.
Alcuni, si diceva, emigrarono: Jurgis Šaulys e Kazimieras Steponas Šaulys morirono in Svizzera. Antanas Smetona, Mykolas Biržiška e Steponas Kairys emigrarono negli Stati Uniti e furono lì seppelliti.

## Lascito

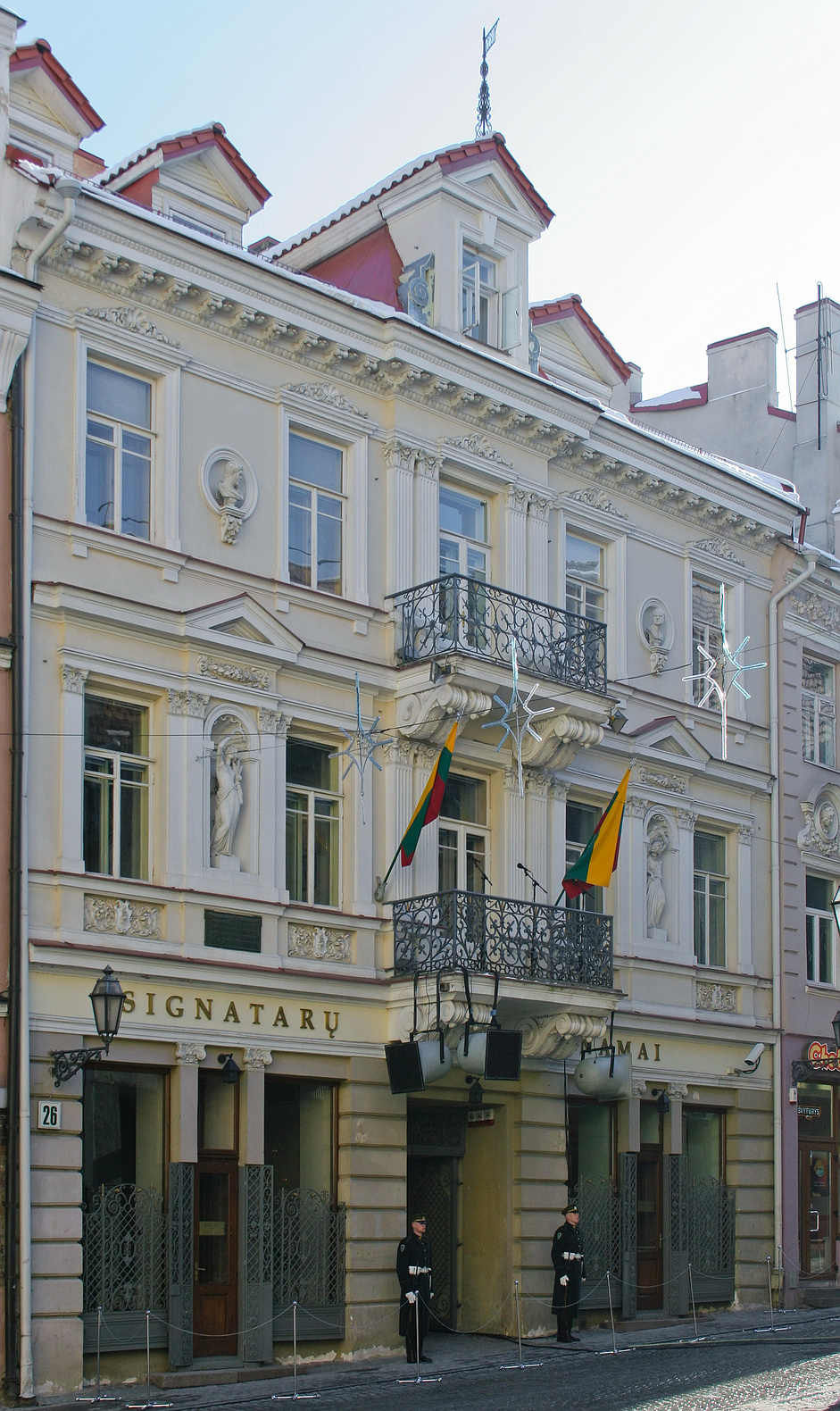
La Casa dei Firmatari (foto scattata il 16 febbraio 2007)

L'Atto del 16 febbraio proclamò la restaurazione (atstatyti) dello Stato lituano, rendendolo dunque il "successore" dell'entità storica lituana nota come Granducato di Lituania. A tale riguardo, il Consiglio si discostò dalla decisione presa dalla Conferenza di Vilnius che parlava di "istituzione" (sudaryti) dello Stato lituano. Comunque sia, era evidente come la nazione che sarebbe nata dopo la dichiarazione avrebbe avuto confini molto diversi dal vecchio ducato (anche quello del 1200): sarebbe stata costituita solo dalle terre popolate da lituani (tranne la contea di Vilnius a maggioranza polacca) e sorretta da principi democratici. Quest'ultimo aspetto di certo strideva con la multietnicità del Granducato e dalla posizione super influente dell'aristocrazia. L'intenzione di rompere i legami con altri Stati, si rivolgeva soprattutto alla Russia, alla Germania e alla Polonia, tutte intenzionate in varie epoche storiche a prendere possesso di questa terra. Anche se l'Atto non ne parlava esplicitamente, risulta facilmente deducibile come tramontava qualsiasi desiderio (semmai vi fosse stato da parte dei baltici) di ricostituire una Confederazione polacco-lituana.
L'Atto del 16 febbraio 1918 ha gettato, come detto, ha gettato le basi locali per quello adottato nel 1990, sebbene l'indipendenza lituana prima della fine del XX secolo durò una ventina d'anni. Un paragrafo dell'Atto di Restaurazione dello Stato di Lituania, reso pubblico l'11 marzo 1990, statuisce:
Questa formula sottolinea il legame tra i due testi. L’Atto del 16 febbraio 1918 e il suo successore, quello dell’11 marzo 1990, sono considerati come due dei più importanti baluardi nella storia lituana del XX secolo.
Il 16 febbraio in Lituania è festa nazionale. In questo giorno, vengono compiute varie cerimonie in giro per il Paese. Nella commemorazione del 2014, sono stati lasciate delle corone di fiori sulle tombe dei firmatari presso il cimitero Rasos (il più antico della capitale), conferito loro il Premio Nazionale Lituano, sollevate le tre bandiere dei Paesi baltici (della Lituania, Lettonia e dell'Estonia) a piazza Daukantas, dedicati concerti presso la piazza della Cattedrale e nella sala della Società Filarmonica Nazionale,oltre ad illuminare 16 fuochi presso il viale Gediminas.
Nel 1992, è stato creato un premio in onore di Jonas Basanavičius, leader del Consiglio di Lituania quando l'Atto fu sottoscritto. Il Premio Jonas Basanavičius è stato conferito nell'ultimo lustro a studiosi che si sono distinti nello studio degli aspetti culturali ed etnici nazionali.

## La Lituania del XX secolo
Un riepilogo delle varie evoluzioni politiche dello Stato lituano nel XX secolo:
- Impero russo
- Ober Ost
(dipendente dall' Impero tedesco)
(dal 1914 al 1918)
- Dichiarazione d’indipendenza (11 marzo 1918) e periodo transitorio
- Regno di Lituania
(dipendente dall' Impero tedesco)
(luglio-novembre 1918)
- Prima RSS lituana (dicembre 1918-febbraio 1919)
- RSS lituano-bielorussa (febbraio 1919-agosto 1919)
- Repubblica lituana (agosto 1919-1940)
- Seconda RSS lituana
(parte dell' Unione Sovietica)
(1940-giugno 1941)
- Reichskommissariat Ostland (dipendente dalla  Germania nazista) (luglio 1941-1944)
- Seconda RSS lituana
(parte dell' Unione Sovietica)
(1944-marzo 1990)
- Lituania (indipendente dal 1990)